# Ярошова-Воля
Ярошова-Воля (пол. Jaroszowa Wola) — село в Польщі, у гміні Пражмув Пясечинського повіту Мазовецького воєводства.
Населення — 346 осіб (2011).
У 1975-1998 роках село належало до Варшавського воєводства.

## Демографія
Демографічна структура станом на 31 березня 2011 року:
|          | Загалом | Допрацездатний вік | Працездатний вік | Постпрацездатний вік |
| -------- | ------- | ------------------ | ---------------- | -------------------- |
| Чоловіки | 170     | 40                 | 108              | 22                   |
| Жінки    | 176     | 42                 | 100              | 34                   |
| Разом    | 346     | 82                 | 208              | 56                   |